# Generalštab NOV in PO za Kosovo in Metohijo
Generalštab NOV in PO za Kosovo in Metohijo je bilo vrhovno poveljstvo narodnoosvobodilne vojske in partizanskih odredov za Kosovo in Metohijo.

## Zgodovina
Štab je bil ustanovljen oktobra 1942 kot Privremeni GŠ za Kosovo i Metohiju. Maja 1943 je bil preimenovan v Glavni štab NOV in PO za Kosovo i Metohiju in poleti 1944 v Operativni štab za Kosovo i Metohiju.

## Pripadniki
Poveljnik
- Fadilj Hodža

Politični komisarji
- Predrag Ajtić
- Boško Čakić
- Krsto Filipović